# Gerardo Vacarezza
Gerardo Vacarezza (Santiago, 16 de agosto de 1965) es un extenista chileno.
En su carrera, ganó dos títulos challenger, los dos en singles. Defendiendo a Chile por Copa Davis, tuvo un registro en singles de 1-2 y en dobles de 2-1.

## Títulos (2)

### Individuales (2)
| Leyenda                |
| Grand Slam (0)         |
| Tennis Masters Cup (0) |
| ATP Masters Series (0) |
| ATP Tour (0)           |
| Challengers (2)        |

| N.º | Fecha                | Torneo          | Superficie    | Oponente en la final         | Resultado |
| --- | -------------------- | --------------- | ------------- | ---------------------------- | --------- |
| 1.  | 11 de agosto de 1986 | Knokke, Bélgica | Tierra batida | Christer Allgardh (Suecia)   | 6-3 6-3   |
| 2.  | 15 de agosto de 1988 | Ostend, Bélgica | Tierra batida | Srinivasan Vasudevan (India) | 6-1 6-1   |

### Finalista en individuales (1)
- 1988: Pescara (pierde ante Josef Cihak)

### Dobles (0)
| Leyenda                |
| Grand Slam (0)         |
| Tennis Masters Cup (0) |
| ATP Masters Series (0) |
| ATP Tour (0)           |
| Challengers (0)        |